# Анална фистула
Анална фистула је обично нуспојава аналног апсцеса, инфициране ране која одводи гној из ануса у виду јанака кроз који анус одводи секрет до спољашње коже. Анални бол, оток и црвенило у аналном пределу су примарни симптоми. Операција је примарни облик лечења.

## Епидемиологија
Фистула је релативно често аноректално стање. Двоструко је чешћи код мушкараца . Отприлике половина људи са инфицираном аналном жлездом развиће фистулу. Инфицирана жлезда која формира апсцес (џеп испуњен гнојем који треба да се испразни), узрокује у 75% случајева  аналну фистулу.

## Етиопатогенеза
Анална фистула је ненормалан пролаз који се развија од унутрашњости ануса до спољашње коже. Обично се развија у горњем делу  ануса, где су смештене аналне жлезде. Када се ове жлезде инфицирају, настаје запаљењски процес који се назива аноректални апсцес. Овај апсцес временом због даљег тока инфекције може створити фистулу.
У аноректално пределу, постоји 8 до 10 жлезди, аналних крипти на нивоу зупчасте линије у аналном каналу, распоређених по његовом ободу. Ове жлезде продиру у унутрашњи сфинктер и завршавају се у интерсфинктеричној равни. Оне обезбеђују пут којим инфицирани организми могу доћи до интрамускуларних простора. Криптогландуларна хипотеза каже да инфекција почиње у жлездама аналног канала и напредује кроз мишићни зид аналних сфинктера и изазива аноректални апсцес.
Најчешћи узрок аналне фистуле је перианални апсцес, који се обично формира изнад инфициране аналне жлезде. Апсцес је џеп гноја који се развија на месту инфекције. Гној треба да се исцеди и може створити сопствени дренажни канал ка споља. Понекад, и здравствени радник ствара дренажни канал за лечење апсцеса. Како често овако настао канал  не зацели у потпуности, он за собом оставља  фистулу. 
Неуобичајени узроци аналних фистула укључују:
- инфламаторне болести црева , као што је Кронова болест .
- аналне сексуално преносиве инфекције.
- туберкулоза која утиче на анус.
- трауматска повреда или претходна операција на  анусу.
- радиацијска терапија рака у карличном региону.
- актиномикоза, ретка бактеријска инфекција која узрокује апсцесе, понекад у перианалном региону.
- супуративни хидраденитис , хронична инфламаторна болест коже која формира апсцесе у знојним жлездама, повремено у перианалној регији.

Након хируршке или спонтане дренаже, иза аноректално апсцеса,  у кожи перианалног предела,  формира се гранулационо ткиво које повремено остаје и изазива понављајуће симптоме.
Већи број истраживања показао је да се формирање фистуле након аноректалног апсцеса јавља у 7 до 40% случајева.

### Фактори ризика
Већа  вероватноћу да  оболе од аналне фистуле имају:
- мушкарци,
- особе које имају или су имале перианални апсцес у прошлости.
- особа са инфламаторном болести црева  као што је Кронова болест.
- особе са историјом операције или терапије зрачењем у  перианалном региону.
- имунокомпромитоване особе или особе склоне чешћим инфекцијама.

## Клиничка слика
Најчешћи симптоми аналне фистуле су:
- анални бол , често интензиван и пулсирајући, нешто више израђенији када се каки, кашље  или седи,
- задњица је болно осетљива на додир,
- оток и црвенило ( упала ) унутар или око ануса. Ово су знаци активне инфекције испод коже ( целулитис ).
- цурење течности негде око  ануса, које може укључивати гној, измет или крв ( ректално крварење ) и  непријатног је мириса.

Мање уобичајени симптоми укључују:
- грозница,
- бол током мокрења,
- потешкоће са задржањем измета.

## Дијагноза
Већину аналних фистула лекар дијагностикује током физичког прегледа, изутев ако је отвор према споља затворен, што може захтевати преглед у операционој сали под седативима или  анестезијом (ако преглед превише боли). 
Да би се пронашо унутрашњи отвор фистуле,  може се користи  аноскоп или проктоскоп (дужи опсег који може да визуелизује  ректум ). 
Понекад треба убризгати водоник пероксид у спољашњи отвор како би се пронашла инфекција на извору фистуле. Пероксид ће ступити у интеракцију са инфекцијом и створити мехуриће или пену на месту отвора фистуче. 
Према индикацијама могу се урадити сликовне тестове (радиологија) да би се утврдио пут  фистуле, од којих су најчешће:
- Магнетна резонанца - неинвазивни сликовни тест који пружа високе детаље . Ово може помоћи добављачима да мапирају путању тунела и такође виде како он ступа у интеракцију са вашим мишићима и другим органима.
- Ендоскопски ултразвук - као алтернатива МР  која производи сличне слике, ендоскопски ултразвук улази у анус са малом осветљеном камером и малом ултразвучном сондом.
- Фистулографија . рендгенски снимак  фистуле који настаје након убризгавања боје која ће истаћи пут фистуле.

Лекар прегледом мора да утврди пут фистуле да би одредио како да је лечи. Након дијагностике аналне фистуле се према томе где се налазе у односу на мишиће аналног сфинктера (који контролишу кретање црева),  и на основу њене локације, деле на:
Интерсфинктеричне аналне фистуле
Ове фистуле пролазе кроз унутрашњи мишић аналног сфинктера, а затим  избијају кроз простор између  унутрашњих и спољашњих мишића сфинктера.
Транссфинктеричне фистуле
Онеа пролази кроз оба слоја мишића аналног сфинктера.
Супрасфинктеричне фистуле
Ове фистуле пролазе кроз унутрашњи сфинктер, а затим обилазе спољашњи сфинктер.
Екстрасфинктеричне фистуле
Екстрасфинктеричне фистула, као што им сам назив каже, заобилазе оба мишићна сфинктера. Мање су уобичајен тип, који  обично потиче из  ректума, а не из ануса, што значи да не потичу из аналне жлезде.
Површне аналне фистуле
Ове фистуле полазе из доњег дела аналног канала, испод  аналних жлезда, потом пролазе кроз кожу у близини аналних мишића које заобилазе. Овај тип фистуле не потиче из аналне жлезде.

## Терапија
Да би се санирала већина аналних фистула ће захтевати операцију, јер је спонтано зарастање обично праћено понављајућим инфекцијама и апсцесима који поново отварају фистулу. Међутим, ако је фистула узрокована инфламаторном болешћу црева и није заражена, може се полушати лечење конзервативним медицинским третманом, нпр. лечењем имуномодулатором, као што је инфликсимаб.

#### Хирургија
Операција аналне фистуле може бити једноставна или сложена, у зависности од тога колико је фистула једноставна или сложена. Најчешће аналне фистуле су једноставне, интерсфинктеричне фистуле, које укључују само малу количину мишића. Оне су безбедне за лечење у једној операцији. Сложенијим фистулама може бити потребна операција у неколико фаза.

##### Једноставне фистуле
Ако анална фистула укључује само минималну количину мишића и нема гране, сматра се једноставном фистулом. Хируршки третман који се користи за једноставне фистуле назива се фистулотомија. Ова једнократна процедура је најлакши и најефикаснији начин лечења аналне фистуле (у око 95%). Овом методом  колоректални хирург ће уклонити заражено ткиво и пресећи кров фистуле, омогућавајући јој да се испуни ткивом одоздо према горе. Сечење кроз кров може значити пресецање мале количине мишића, јер се у противном резањем превише мишића ризикује нарушавање контроле над радом црева.

## Прогноза
Прогноза АФ зависити од тога да ли је фистула једноставна или сложена, што одређује колико ће бити опсежан процес лечења и опоравка. 
Генерално, можете се очекивати да период лечења и опоравка траје три до шест недеља, у зависности од броја  операција, јер се неке фистуле  враћају након операције, посебно ако су фистуле имале много грана или су узроковане хроничним стањем.